# Stelio Posar
Stelio Posar, né le 25 février 1933, à Trieste, en Italie, et mort le 20 novembre 2017 est un joueur et entraîneur italien de basket-ball. Il évoluait au poste de meneur.

## Palmarès
- Finaliste des Jeux méditerranéens de 1955